# Adolphe Guillaumat
Marie Louis Adolphe Guillaumat (Bourgneuf, 4 gennaio 1863 – Nantes, 18 maggio 1940) è stato un generale francese, comandante della IIe Armée, Ve Armée e dell'Armée d'Orient durante il corso della prima guerra mondiale. Dopo la fine del conflitto fu comandante dell'Armée du Rhin, membro del Conseil supérieur de la guerre a Versailles e tra 1922 al 1931 presidente della Commissione per la Difesa del territorio (Commissions de défense du territoire). Tra il 23 giugno e il 19 luglio 1926 ricoprì l'incarico di Ministro della guerra nel decimo governo di Briand.

## Biografia
Nacque a Bourgneuf, Charente-Maritime, il 4 gennaio 1863, figlio di Louis Guillaumat, capitano di fanteria, e di Marie-Noémie Fleury. Entrato maggiorenne all'École spéciale militaire de Saint-Cyr nel 1882, Promotion Pavillons noirs, ne uscì il 1º ottobre 1884 con il grado di sottotenente, assegnato a prestare servizio presso il 65º Reggimento di fanteria a Nantes.
Nel 1892, con il grado di tenente, partecipò ai rilevamenti topografici per la stesura di mappe militari a Teniet el-Haad, in Algeria, e l'anno seguente eseguì lavori di rilevamenti topografici a Kairouan, in Tunisia.
Nel novembre 1893 viene nominato capitano e trasferito al 147º Reggimento di fanteria, e nel 1895 assume il comando del forte di Douaumont, presso Verdun. Successivamente riesce a farsi trasferire presso il 2º Reggimento della Legione straniera e passa due anni in Algeria. Nel settembre 1897 lascia della Legione straniera e viene trasferito nel Tonchino per assumere il comando del 2e Bureau, e qui fa la conoscenza di Paul Doumer, allora governatore generale, e dell'ammiraglio de Beaumont. Nella primavera del 1900 era stato mandato a studiare la situazione in Cina quando esplose la rivolta dei Boxers, venendo destinato al comando della difesa della concessione francese di Tientsin. Il 25 giugno rimase ferito al gomito per lo scoppio di una granata e mandato in convalescenza a Hiroshima, in Giappone, dove trascorrerà sei mesi. Promosso comandante di battaglione nel dicembre dello stesso anno, ritornò in Francia nell'aprile del 1901 passando i tre anni successivi ad insegnare storia militare presso l'Accademia di Saint-Cyr.
Nel 1905 riceve a pieni voti il brevetto come ufficiale di Stato maggiore con menzione particolare, ed il 17 luglio 1906 sposò la signorina Louise Bibent, rampolla di una buona famiglia tolosana. Nel giugno 1907, promosso tenente colonnello, succede al parigrado Pétain sulla cattedra di tattica applicata alla fanteria presso la scuola superiore di guerra (École supérieure de guerre). Poi, a partire dal settembre 1908, comanda per due anni il Prytanée national militaire di La Flèche.
Nel settembre 1910 viene promosso colonnello ed assume il comando del 5º Reggimento di fanteria a Parigi, incarico che mantiene fino al gennaio 1913 quando è nominato direttore della fanteria presso il Ministero della guerra. L'8 ottobre 1913 viene promosso generale di brigata.

### La prima Guerra Mondiale

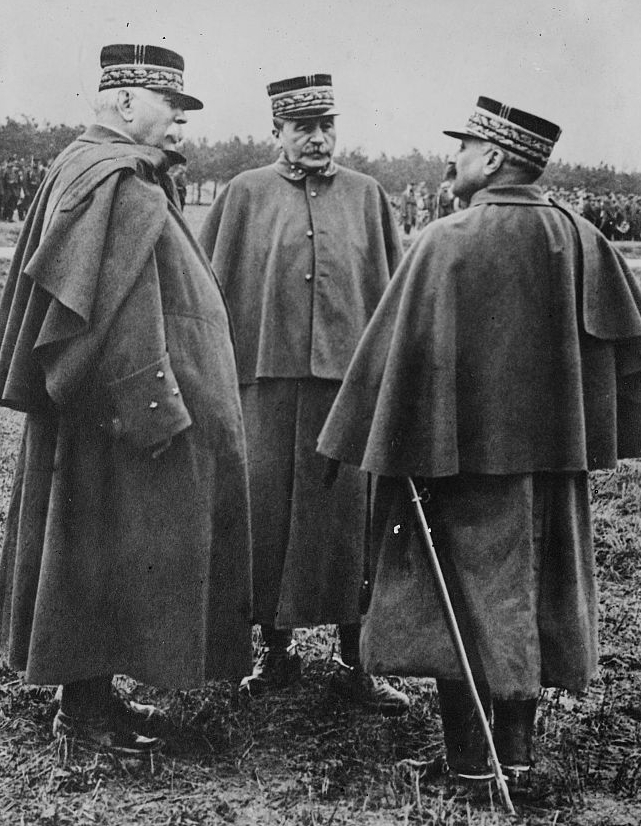
Adolphe Guillaumat (sinistra), con i generali Fernand de Langle de Cary (centro) e Joseph Joffre (destra).

Quando scoppia la prima guerra mondiale egli è, dal 14 giugno 1914, capo di gabinetto del Ministro della guerra Adolphe Messimy, e quando quest'ultimo viene rimpiazzato assume, il 30 agosto 1914, il commando della 33ª Divisione di fanteria all'epoca della prima battaglia della Marna (6-11 settembre 1914). Prende parte ai combattimenti di Vitry-le-François, prima di assumere il controllo di un settore della regione della Champagne. Il 9 dicembre 1914 viene promosso generale di divisione a titolo temporaneo, assumendo il comando della 4ª Divisione di fanteria.
Il 25 febbraio 1915 viene nominato comandante del 1er Corps d'Armée, che assume il nominativo di "Groupement Guillaumat", che comanderà durante la prima battaglia delle Champagne, e poi durante quella di Woëvre (aprile 1915).
Nel febbraio 1916 il I Corpo d'armata subisce una prima, parziale, sconfitta durante l'attacco tedesco a Verdun, prima di essere inviato, nel settembre successivo, a rinforzare la VIe Armée francese, nel nord della Somme. Qui viene incaricato di proteggere l'ala destra dello schieramento delle armate inglesi, e conduce un'offensiva coronata dal successo su Combles.
Il 15 dicembre, allorquando il generale Nivelle viene nominato comandante in capo dell'esercito francese, lo rimpiazza al comando della IIe Armée. Ritorna allora sul fronte di Verdun al comando dei suoi 650.000 uomini, fermando gli attacchi tedeschi all'inizio della primavera del 1917. Il 20 aprile conduce la IIe Armée all'assalto delle linee tedesche, portando in avanti le linee francesi a nord di Quota 304 e di Mort-Homme..

### Il fronte orientale e il ritorno in Francia
In Grecia, durante il corso del 1917, l'Armée d'Orient del generale Sarrail, schierata nei Balcani prese il controllo di tutta la Tessaglia ed occupò l'istmo di Corinto. Queste azioni condussero all'esilio del re greco Costantino I, il 14 giugno 1917, ed riunirono il paese sotto il Primo ministro Venizelos che mobilitò l'esercito per sostenere gli Alleati.
Il 14 dicembre 1917 sostituì il generale Sarrail al comando dell'Armée d'Orient, in quanto considerato più diplomatico, trasferendosi presso il Quartier generale di Salonicco, ed impegnò parte del suo tempo nel migliorare le relazioni con gli alleati italiani, inglesi, serbi e greci, ed emise severe disposizioni per migliorare le condizioni sanitarie, il vitto ed il morale delle truppe.
Il 18 maggio 1918 guidò l'attaccò che portò alla conquista della forte posizione bulgara di Skra di Legen (o Jarebična), preparando quindi l'offensiva in Macedonia che sarà portata a termine con successo dal suo sostituto, il generale Louis Franchet d'Espèrey.
Tuttavia la seconda disfatta francese sul Chemin des Dames, avvenuta alla fine del maggio 1918, portò i tedeschi a 75 km da Parigi, e il 17 giugno 1918 Clemenceau gli ordinò di prendere il posto del generale Auguste Dubail nella carica di Governatore Militare della Capitale. Dopo il successo del seconda battaglia della Marna, il 7 ottobre assunse il comando della Ve Armèe nelle Ardenne, che mantenne fino all'armistizio firmato nel mese di novembre.

### Tra le due guerre

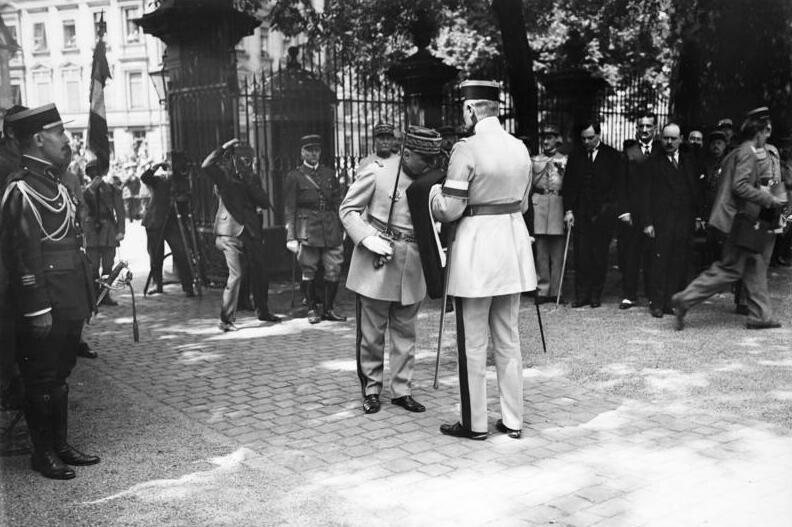
Il generale Adolphe Guillaumat con il vessillo francese di fronte al Deutschhaus a Magonza. Ore 11:30 del 30 June 1930.

Dopo la fine della guerra, nel giugno 1919 viene nominato Ispettore generale dell'esercito, e nel 1920 diviene membro del Conseil supérieur de la guerre a Versailles.
Dal 1922 al 1931 e presidente della Commissione per la Difesa del territorio (Commissions de défense du territoire) creata nel 1922 dall'allora Ministro della guerra André Maginot. Questa commissione è in seguito sostituita da una commissione di difesa delle frontiere, prefigurando la successiva C.O.R.F, commissione di organizzazione delle regioni fortificate (Commission d'organisation des régions fortifiées), e la linea fortificata Maginot alla quale egli si oppose, preferendole un sistema di fortificazioni in profondità che non avrebbe ipotecato le scelte strategiche né servito da alibi ad un rifiuto di mettere l'esercito sul campo. Allo stesso tempo, a partire dall'11 ottobre 1924, assume il comando dell'Armata francese di occupazione del Reno, sostituendo il generale di divisione Degoutte. Contemporaneamente esercitò il comando superiore delle forze alleate presenti dei territori renani.
Dal 23 giugno al 19 luglio 1926 assume l'incarico di Ministro della guerra sotto il decimo governo di Aristide Briand, che egli aveva conosciuto come suo compagno, di un anno più vecchio, al liceo di Nantes. Questo governo si dimette dopo quattro settimane, avendo l'Assemblea nazionale rifiutato eccezionali poteri fiscali al ministro Caillaux.
Conservò il suo comando fino all'evacuazione della Renania, il 30 giugno 1930, continuando a partecipare ai lavori del Conseil supérieur de la guerre. Nel 1927 redasse un rapporto segreto  per il governo francese concernente la situazione in Germania che vedeva, nella rimilitarizzazione del Reich la rinascita del bellicismo tedesco e un nuovo pericolo per la strategia francese.
Messo a riposo senza impiego (hors-cadre sans emploi) il 4 giugno 1933, muore a Nantes, dove viveva in rue Maurice Duval al civico 5. sette anni più tardi, il 18 maggio 1940.  I suoi resti vennero inizialmente sepolti nel cimitero della Miséricorde di Nantes il 22 maggio successivo e,  nel novembre 1947, le sue ceneri vennero traslante nella cripta dei governatori militari di Parigi presso l'Hôtel des Invalides.

### Annotazioni
1. ↑  Morta il 4 maggio 1960. Dalla moglie ebbe due figli: Louis, diventato professore di oftalmologia, e Pierre (1909-1991), diventato alto funzionario e successivamente Ministro della difesa sotto il governo del generale De Gaulle.
2. ↑  In lingua francese Inspecteur général des armées.
3. ↑  Un estratto di tale rapporto fu citato da generale Henri Mordacq in una conferenza del 1930:  Les concessions faites au gouvernement allemand n'ont pas eu d'autres résultats, en desserant l'étreinte, que de laisser l'Allemagne pousser, en territoires occupés, ses préparatifs d'ordre militaire. La présence dans les territoires occupés, de l'armée alliée d'occupation, a du moins, pour effet, d'entraver le développement d'un programme dont rien ne pourra plus paralyser l'exécution après l'évacuation des territoires rhénans par les forces alliés.

### Fonti
1. 1 2 3 4 5 6 7 8 9 10 11 12 13 14 15  Tucker, Roberts 2005, p. 525.
2. ↑  Greenhalgh 2014, p. 87.
3. ↑  Greenhalgh 2014, p. 85.
4. ↑  Doughty 2005, p. 377.
5. ↑  Doughty 2005, p. 379.
6. ↑  Doughty 2005, p. 380.
7. ↑  Doughty 2005, p. 381.
8. ↑   Récit du dégagement de Verdun, de la côte 304 et du mort-Homme, su chtimiste.com..
9. ↑  Dutton 1998, p. 167.
10. ↑  Dutton 1998, p. 168.
11. ↑  Dutton 1998, p. 169.
12. ↑   GERMANY: End of Occupation, in TIME Magazine, 14 luglio 1930. URL consultato il 24 marzo 2010 (archiviato dall'url originale il 4 luglio 2010).
13. ↑  Pawley 2007, p. 132.
14. ↑  Pawley 2007, p. 131.
15. ↑  World War I: Encyclopedia - Page 525 by Spencer Tucker, Priscilla Mary Roberts
16. ↑  Pawley 2007, p. 138.
17. ↑  Clayton 2015, p. 62.
18. ↑  La Frontière du Rhin, conférence du général Mordacq, La Revue Hebdomadaire http://gallica.bnf.fr/ark:/12148/bpt6k414549g/f31.image.r